# Pani Walewska (film)
Pani Walewska – amerykański melodramat filmowy z 1937 roku w reżyserii Clarence’a Browna.

## O filmie
Film przedstawia historię romansu Marii Walewskiej i cesarza Francuzów Napoleona Bonaparte. Produkcja została oparta na powieści Wacława Gąsiorowskiego pod tym samym tytułem. W roli Pani Walewskiej wystąpiła Greta Garbo, natomiast film wyreżyserował Clarence Brown.
Aktorstwo Grety Garbo w tym filmie nie zostało ocenione przychylnie. Film okazał się wówczas jedną z największych porażek finansowych studia MGM; choć dochód z Pani Walewskiej wyniósł ponad 2 miliony dolarów, to w ogólnym rozrachunku produkcja przyniosła niemal półtoramilionowe straty. Mimo to film dostał dwie nominacje do Oscara: dla Charles’a Boyera jako najlepszego aktora pierwszoplanowego oraz Williama Horninga i Cedrica Gibbonsa za najlepszą scenografię.

## Obsada
- Greta Garbo[4] jako Maria Walewska
- Charles Boyer jako Napoleon Bonaparte
- Reginald Owen jako Talleyrand
- Alan Marshal jako kapitan d’Ornano
- Henry Stephenson jako hrabia Anastas Walewski
- Leif Erickson jako Paul Lachiński
- Dame May Whitty jako Letycja Buonaparte
- Marija Uspienska jako hrabina Pelagia Walewska